# رودني جاي تي يانو
رودني جاي تي يانو (بالإنجليزية: Rodney Yano)‏ هو عسكري أمريكي، ولد في 13 ديسمبر 1943 في Kealakekua, Hawaii ‏ في الولايات المتحدة، وتوفي في 1969 في Biên Hòa province ‏ في فيتنام.